# Tonkawa, Oklahoma
Tonkawa är en ort (city) i Kay County i delstaten Oklahoma i USA. Orten hade 3 015 invånare, på en yta av 11,41 km² (2020). Den har fått sitt namn efter ursprungsbefolkningen tonkawa.